# Maurice Moscovitch

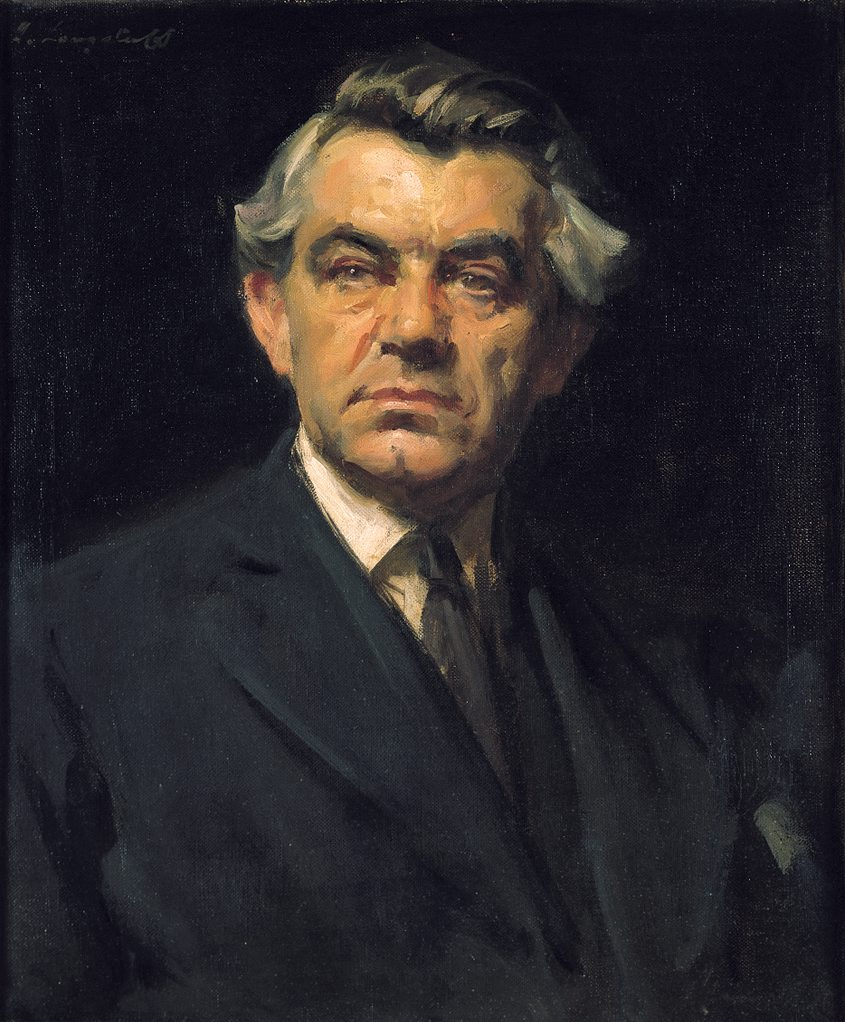
Maurice Moscovitch (1925), Gemälde von John Longstaff

Maurice Moscovitch (* 11. Novemberjul. / 23. November 1871greg. in Odessa, Russisches Kaiserreich als Morris Maaskov; † 18. Juni 1940 in Los Angeles, Kalifornien) war ein russisch-amerikanischer Schauspieler.

## Leben und Karriere
Über Maurice Moscovitchs frühes Leben ist wenig bekannt. Er wurde im Russischen Kaiserreich im Gebiet der heutigen Ukraine geboren, lebte aber spätestens seit 1897 in den Vereinigten Staaten. Moscovitch spielte über Jahrzehnte am Jüdischen Theater in New York, außerdem hatte er im Jahre 1930 ebenfalls in zwei Stücken am Broadway Auftritte. Er verkörperte unter anderem mit großem Erfolg den Juden Shylock in Der Kaufmann von Venedig sowie im Jahre 1930 Jud Süß in einer Bühnenadaption von Lion Feuchtwangers gleichnamigen Roman.
1936 kam er nach Hollywood und gab sein Debüt in einer größeren Nebenrolle im Kriminalfilm Winterset. In den Jahren bis zu seinem Tod spielte er in 14 Filmen. Mit seinem markanten Akzent verkörperte er häufig freundliche und nachdenkliche ältere Herren, meistens mit jüdischem oder ausländischem Hintergrund. Zu Moscovitchs Filmrollen zählen ein Ladeninhaber in dem Filmdrama Kein Platz für Eltern (1937), das das Thema der Altersarmut in der Great Depression aufgriff, sowie ein Kunsthändler neben Irene Dunne und Charles Boyer im Liebesdrama Ruhelose Liebe (1939). Sein letzter Film ist sein heute bekanntester: In Charlie Chaplins Der große Diktator (1940) verkörperte er in einer markanten Nebenrolle den gutherzigen Herrn Jaeckel, den jüdischen Vermieter von Chaplins Friseursalon.
Maurice Moskovitch verstarb im Alter von 68 Jahren nach einer Operation. Die Rolle eines Tanzlehrers im Film Dance, Girl, Dance, für welche er zum Zeitpunkt seines Todes vor der Kamera stand, wurde für Maria Ouspenskaya in eine Frauenrolle umgeschrieben.  Moskovitch liegt mit seiner Frau Ruth (1872–1944) auf dem Beth Olam Cemetery in Hollywood bestattet. Sein Sohn war der Schauspieler Noel Madison (1897–1975).

## Filmografie
- 1936: Winterset

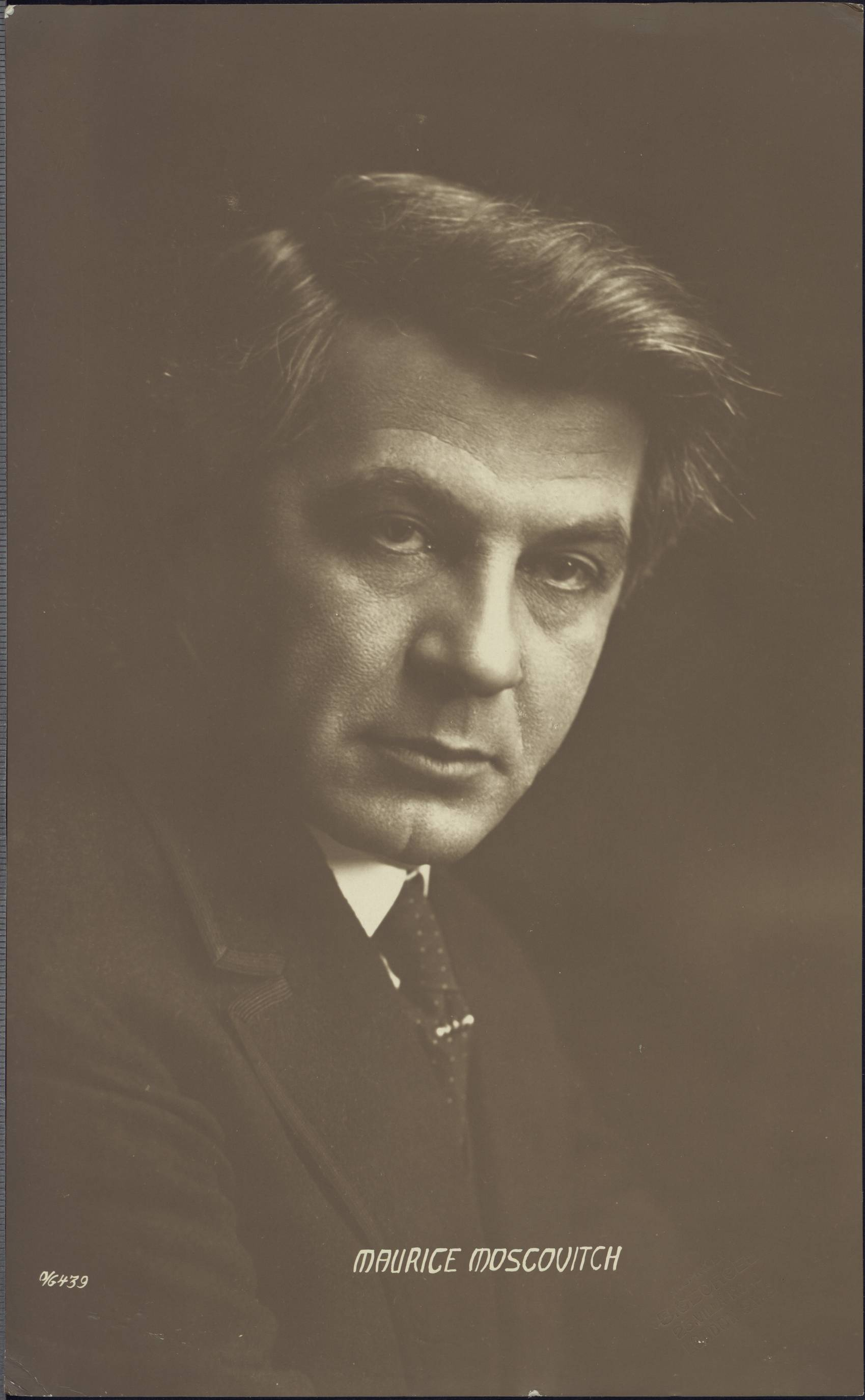
Maurice Moscovitch um 1920

- 1937: Kein Platz für Eltern (Make Way for Tomorrow)
- 1937: Lancer Spy
- 1938: Gateway
- 1938: Suez
- 1939: Ruhelose Liebe (Love Affair)
- 1939: Fräulein Winnetou (Susannah of the Mounties)
- 1939: Nur dem Namen nach (In Name Only)
- 1939: Rio
- 1939: Die Zehn Gebote (The Great Commandment)
- 1939: Everything Happens at Night
- 1940: South to Karanga
- 1940: Der große Diktator (The Great Dictator)